# 祇園豆腐
祇園豆腐（ぎおんどうふ）は、江戸時代、京都の八坂神社（祇園神社）門前の2軒の茶屋で売られた田楽豆腐の料理である。

## 概略
祇園神社の楼門の前、東には中村屋、西には藤屋という茶屋があった。神社社殿造営の際に、公費で改築された店で、「二軒茶屋」と称された。これらの茶屋で売られた豆腐料理が評判となり、「祇園豆腐」と命名された。各地で祇園豆腐の看板を掲出する店が出て、江戸では明和頃、湯島に有名な祇園豆腐屋があった。
豆腐を薄く平たく切り、2本の串を刺し、火にかけて表裏両面を少し焼き、味噌たれで煮て、上に麩粉を点じたものである。
花柚（はなゆ）などで風味を添えることもある。